# Palacete Modesto Leal
Le Palacete Modesto Leal est une propriété résidentielle de la ville de Rio de Janeiro, construite par Antônio Januzzi et son frère, en style éclectique, entre 1900 et 1905 et située dans le quartier de Laranjeiras.
Le palais est classé par la ville de Rio de Janeiro. C'est actuellement une maison événementielle , elle a abrité en 2010 la Casa Cor . Elle a également servi de scénarios pour les feuilletons télévisés Império, Amor a Vida , A Dona do Pedaço et Amor de Mãe .

## Histoire
Le comte João Leopoldo Modesto Leal est né en 1860 à Araruama et a connu une enfance pauvre . Agriculteur, ex-séminariste et banquier , il débute dans le commerce de la ferraille, fait fortune comme usurier à la cour et devient sénateur, étant considéré au début du XXe siècle comme l'homme le plus riche du Brésil.
Parmi ses diverses actions philanthropiques figure sa contribution à l'hôpital municipal Conde Modesto Leal, nommé en son honneur et situé à Maricá . À la fin de sa vie, il est sénateur de la République . Comte pour le Saint-Siège, après d'importantes contributions à l'Église catholique romaine, il mourut en 1936 dans cette maison.
Le manoir a été acheté en 1892 par le Comte ,. Ses salles ont accueilli des soirées très fréquentées, avec la présence de personnalités importantes telles que le président Getúlio Vargas, Afrânio de Melo Franco (diplomate puis ministre des Affaires étrangères) et Joaquim Osório de Duque Estrada (auteur de l'hymne national)  .
Le bâtiment aux caractéristiques architecturales remarquables, a été érigé sur les fondations de la construction de 1882, sur ordre de João Leopoldo Modesto Leal. 

## Description
Sa façade a une composition caractéristique des frères Januzzi, avec trois ouvertures en arc plein au centre et deux plans latéraux.
Elle est considérée comme l'un des derniers manoirs urbains de Rio de Janeiro. À l'époque du comte, le manoir était décoré de meubles et de pièces de la Belle Époque française et de peintures du peintre Francisco Aurélio de Figueiredo e Melo. Dans la pièce principale, le plafond présente également un tableau du même peintre . A noter également les vitraux sur le plafond en bois de la salle à manger.
L'hôtel particulier compte dix-huit pièces, avec des boiseries (murs avec des cadres en haut relief, certains en bois), de hauts plafonds et des parquets. Il possède également une chapelle qui a été témoin du mariage de tous les membres de la famille et dont l'autel possède une Pietá, une sculpture de plus de 300 ans. La propriété occupe une superficie de près de 50 000 m², dont environ 4 000 mètres carrés font partie de la zone bâtie. Elle est entourée de zones intactes de forêt atlantique, en plus d'avoir une vue imprenable sur la plage de Botafogo et le Pain de Sucre  .
L'ancienne pépinière et les écuries subsistent encore dans les jardins.

## Source de traduction
- (pt) Cet article est partiellement ou en totalité issu de l’article de Wikipédia en portugais intitulé « Palacete Modesto Leal » (voir la liste des auteurs).